# Nicon sinica
Nicon sinica är en ringmaskart som beskrevs av Wu och Sun 1979. Nicon sinica ingår i släktet Nicon och familjen Nereididae. Inga underarter finns listade i Catalogue of Life.